# مارسيل رايموند
مارسيل رايموند هو كاتب سويسري، ولد في 20 ديسمبر 1897 في جنيف في سويسرا، وتوفي بنفس المكان في 28 نوفمبر 1981.